# Ephrem M’Bom
Ephrem M’Bom (ur. 18 lipca 1954, zm. 19 września 2020) – piłkarz, występował na pozycji obrońcy.

## Życiorys
Ma za sobą udział w mistrzostwach świata 1982, na których rozegrał wszystkie trzy mecze. Podczas tego mundialu był zawodnikiem Canonu Jaunde. Grał też w takich klubach jak Rail Duala, Éclair Duala, Léopards Duala i Dragon Jaunde.